# Paul Bernays
Paul Isaac Bernays (Londres, 17 de outubro de 1888 — Zurique, 18 de setembro de 1977) foi um matemático suíço. Contribuiu significativamente com a lógica matemática, teoria axiomática dos conjuntos e filosofia da matemática. Foi um assistente e grande colaborador de David Hilbert.

## Biografia
Bernays passou sua infância em Berlim, onde frequentou o Köllner Gymnasium de 1895 a 1907, obtendo em seguida o Abitur. Estudou matemática na Universidade de Berlim, onde nos cursos de matemática foi aluno de Issai Schur, Edmund Landau, Ferdinand Georg Frobenius e Friedrich Schottky, em filosofia foi aluno de Alois Riehl, Carl Stumpf e Ernst Cassirer, e em física foi aluno de Max Planck. Na Universidade de Göttingen foi aluno de matemática de David Hilbert, Edmund Landau, Hermann Weyl e Felix Klein, em física foi aluno de Woldemar Voigt e Max Born, e em filosofia foi aluno de Leonard Nelson.
Em 1912 obteve um doutorado na Universidade Humboldt de Berlim, com a tese Über die Darstellung von positiven, ganzen Zahlen durch die primitiven, binären quadratischen Formen einer nicht-quadratischen Diskriminante, orientado por Edmund Landau. No mesmo ano obteve a habilitação na Universidade de Zurique, com uma tese sobre teoria das funções e o teorema de Picard. O examinador foi Ernst Zermelo. Bernays foi Privatdozent na Universidade de Zurique, de 1912 a 1917, onde conheceu George Pólya.
Em 1917 David Hilbert contratou Bernays como assistente em suas investigações sobre os fundamentos da aritmética. Bernays também lecionou sobre outras áreas da matemática na University de Göttingen, onde recebeu em 1919 a segunda habilitação, com uma tese sobre a axiomática do cálculo proposicional do Principia mathematica.
Em 1922 foi apontado pela Universidade de Göttingen professor extraordinário sem mandato. Seu aluno de maior sucesso foi Gerhard Gentzen. Em 1933 foi demitido de seu posto por causa de suas raízes judaicas. Após trabalhar privadamente durante seis meses para Hilbert, Bernays foi com sua família para a Suíça, cuja nacionalidade herdou de seu pai, e onde o Instituto Federal de Tecnologia de Zurique o empregou na ocasião. Ele também visitou a Universidade da Pensilvânia e foi professor visitante do Instituto de Estudos Avançados de Princeton, de 1935 a 1936, e novamente de 1959 a 1960.

## Obra matemática
A colaboração de Bernays com Hilbert culminou na obra em dois volumes Grundlagen der Mathematik, por  (1934, 1939), discutido em Sieg e Ravaglia (2005). Em sete artigos, publicados entre 1937 e 1954 no Journal of Symbolic Logic, republicado em (Müller 1976), Bernays estabeleceu uma teoria axiomática dos conjuntos cujo ponto de partida foi uma teoria relacionada que John von Neumann havia estabelecido na década de 1920. A teoria de von Neumann tomou a noção de função como primitiva; Bernays modoficou a teoria de von Neumann tal que conjuntos e classes próprias eram as primitivas. A teoria de Bernays, com algumas modificações feitas por Kurt Gödel, é atualmente conhecida como teoria dos conjuntos de Von Neumann-Bernays-Gödel.

## Publicações
- Hilbert, David; Bernays, Paul (1934), Grundlagen der Mathematik. I, ISBN 978-3-540-04134-4, Die Grundlehren der mathematischen Wissenschaften, 40, Berlin, New York: Springer-Verlag, JFM 60.0017.02, MR 0237246, consultado em 29 de agosto de 2013
- Hilbert, David; Bernays, Paul (1939), Grundlagen der Mathematik. II, ISBN 978-3-540-05110-7, Die Grundlehren der mathematischen Wissenschaften, 50, Berlin, New York: Springer-Verlag, JFM 65.0021.02, MR 0272596, consultado em 29 de agosto de 2013
- Bernays, Paul (1958), Axiomatic set theory, ISBN 978-0-486-66637-2, Studies in Logic and the Foundations of Mathematics, Amsterdam: North-Holland, MR 0106178
- Bernays, Paul (1976), Abhandlungen zur Philosophie der Mathematik, ISBN 978-3-534-06706-0 (em alemão), Darmstadt: Wissenschaftliche Buchgesellschaft, MR 0444417